# ویته‌فین
ویته‌فین (به هلندی: Weiteveen) یک منطقهٔ مسکونی در هلند است که در امن واقع شده‌است. ویته‌فین ۱٫۷۴۵ نفر جمعیت دارد.